# KUNG・FU★レディー
『KUNG・FU★レディー』（カン・フー★レディー）は、牧村ジュンによる日本の漫画作品。
『なかよし』（講談社）にて1982年3月号から同年6月号まで連載された。全4話。単行本は同社の講談社コミックスなかよしより全1巻。

## 書誌情報
- 牧村ジュン 『KUNG・FU★レディー』 講談社〈講談社コミックスなかよし〉、1982年8月5日第1刷発行、ISBN 4-06-108417-8
  - 表題作のほか、読み切り作品「のらねこぼうや危機一髪」「あなたより夢だより」が同時収録されている。